# (12235) Imranakperov
(12235) Imranakperov est un astéroïde de la ceinture principale.

## Description
(12235) Imranakperov est un astéroïde de la ceinture principale. Il fut découvert le 9 septembre 1986 à Naoutchnyï par Lioudmila Karatchkina. Il présente une orbite caractérisée par un demi-grand axe de 3,20 UA, une excentricité de 0,11 et une inclinaison de 14,7° par rapport à l'écliptique.

## Compléments